# Paronychodon caperatus
Paronychodon caperatus es una especie del género dudoso extinto  Paronychodon (gr. “casi diente garra”) es un género de dinosaurio celurosaurio trodóntido, que vivió a finales del período Cretácico, 66 millones de años, en el Maastrichtiense, en lo que es hoy Norteamérica. Es conocida de la Formación Lance de Wyoming, de finales del Maastrichtiense, hace 66 millones de años y fue referido originalmente al género de mamífero Tripriodon por Othniel Charles Marsh en 1889, y fue luego situado en Paronychodon por George Olshevsky en 1991. Se basa en el holotipo YPM 10624, un diente de forma parecida a la del holotipo de P. lacustris pero algo más grande. En 1995 Olshevsky renombró a Laelaps explanatus Cope 1876 como Paronychodon explanatus; pero se considera que este taxón se basa en dientes de Saurornitholestes.